# Per Gunvall
Per Eskil Gunvall, född 19 juni 1913 i Göteborg, död 17 augusti 1995 i Stockholm, var en svensk regissör och manusförfattare. Han ligger begravd på Sandsborgskyrkogården.

## Regi
- 1945 – Direktörn är upptagen
- 1948 – Kärlek, solsken och sång
- 1949 – Pippi Långstrump
- 1949 – Sjösalavår
- 1950 – Ung och kär
- 1954 – Skattefria Andersson
- 1956 – Pettersson i Annorlunda
- 1957 – Lille Fridolf blir morfar
- 1958 – Slag för slag
- 1959 – Mästarnas match
- 1960 – Ringside
- 1960 – Torget
- 1965 – Flygplan saknas

## Filmmanus
- 1945 – Direktörn är upptagen
- 1948 – Kärlek, solsken och sång
- 1949 – Pippi Långstrump
- 1949 – Sjösalavår
- 1950 – Ung och kär
- 1957 – Lille Fridolf blir morfar
- 1962 – Nils Holgerssons underbara resa